# 卡尼芬县
卡尼芬縣（英語：Kanifing）是西非國家甘比亞西部區轄下的9個縣之一。根據甘比亞官方於2003年所作的人口調查結果顯示，居住於卡尼芬縣的總人口數為322410人。